# بوزنانيا

مقاطعة بوزين ضمن مملكة بروسيا

بوزنانيا (بالألمانية: Posen) أو مقاطعة بوزين (بالألمانية: Provinz Posen) كانت مقاطعة من مملكة بروسيا بين عامي 1848-1918 وكجزء من هذا القبيل من الإمبراطورية الألمانية 1871-1918. كانت مساحتها حوالي 29,000 كيلومتر مربع.
أراضي المقاطعة اللاحقة تعادل تقريباً منطقة بولندا الكبرى، صارت بروسية في عام 1772 (مقاطعة نيتسيه) و 1793 (بروسيا الجنوبية) خلال تقاسم بولندا. بعد الهزيمة بروسيا في الحروب النابليونية، وكان يعلق على أراضي دوقية وارسو في عام 1807 خلال معاهدة تيلسيت. في عام 1815 خلال مؤتمر فيينا، واكتسبت بروسيا الثالث الغربي من دوقية وارسو، الذي كان ما يقرب من نصف بروسيا الجنوبية السابقة. بروسيا ثم تدار هذه المقاطعة باعتبارها بشبه حكم ذاتي في دوقية بوزنان الكبرى، التي فقدت أكثر من وضعها الاستثنائي في عام 1830. في حين صوتت بوسن المحلي (بوزنان) البرلمان 26-17 صوتا في مقابل انضمامه الاتحاد الألماني، في 3 أبريل 1848 برلمان فرانكفورت تجاهل التصويت، مما اضطر إلى تغيير وضع المقاطعة البروسية الطبيعية واندماجه في الاتحاد الألماني.

## أعلام
- ويلهلم أرندت
- فرديناند فون كومر